# 広島県道288号見戸代大地蔵線
広島県道288号見戸代大地蔵線（ひろしまけんどう288ごう みとしろおおじぞうせん）は、広島県呉市を通る一般県道である。

## 概要
呉市下蒲刈町下島から呉市下蒲刈町大地蔵に至る。
下蒲刈島の北岸・西岸・南岸に沿って島を約3分の2周する路線。沿線にはほとんど人家はなく、改良済み区間は快走路である。ただ、未改良箇所や異常気象時通行規制区間がある。
1991年（平成3年）に広島県道74号下蒲刈川尻線が指定される前は「広島県道288号下蒲刈島循環線」であり、文字通り島を一周していた。

### 路線データ
- 起点：呉市下蒲刈町下島（見戸代交差点、広島県道74号下蒲刈川尻線交点）
- 終点：呉市下蒲刈町大地蔵（広島県道74号下蒲刈川尻線交点）
- 総延長：約8.9 km

## 歴史
- 1991年（平成3年） - 路線認定。

## 地理

### 通過する自治体
- 呉市

### 交差する道路
| 交差する道路             | 交差する場所   | 交差する場所        |
| ------------------------ | -------------- | ------------------- |
| 広島県道74号下蒲刈川尻線 | 下蒲刈町下島   | 見戸代交差点 / 起点 |
| 広島県道74号下蒲刈川尻線 | 下蒲刈町大地蔵 | 終点                |

### 沿線
- 安芸灘大橋 - 下蒲刈島側の主塔直下で、本道路が橋をくぐっている。